# ヴィシヴァンカの日
ヴィシヴァンカの日（ウクライナ語：День вишиванки）は、ヴィシヴァンカと呼ばれる刺繍入りのウクライナの伝統的衣装を作り、着るという、民族的伝統を守ることを目的とした記念日である。休日ではない。ヴィシヴァンカはピサンカ（ウクライナの伝統的なイースターエッグ）と共に、ウクライナ文化の最も有名なシンボルの一つである。
この記念日は、いかなる国家、民族、宗教にも束縛されない。 
2006年、あるチェルニウツィー大学の学生が、クラスメートと共に、ある日を選んで一斉にヴィシヴァンカ・シャツを着ることを提案した。当初は数十人の学生と数人の教員が参加するにとどまったが、その後の数年間でこの記念日は全ウクライナに広がった。その後、世界中のウクライナのディアスポラや、ウクライナの支持者も参加するようになった。 ヴィシヴァンカが古代の芸術品ではなく、ウクライナ人の生活や文化の一部であることを強調するため、記念日は週末ではなく、あえて平日に設定された。
2011年の5周年記念では、刺繍入りのシャツを着て一箇所に集まった人の数が最も多く、ギネス世界記録に認定された。ヴィシヴァンカシャツを着た4,000人以上の人々がチェルニウツィー中央広場に集まった。同年、縫製会社はチェルニウツィー大学中央棟のために4×10mもの巨大な刺繍シャツを縫製した。
2015年のヴィシヴァンカの日は、「ヴィシヴァンカをに贈ろう」というスローガンのもとで祝われた。これは、ロシア・ウクライナ戦争におけるウクライナ人兵士の闘志を高めるために始められたキャンペーンであった。この記念日は世界規模で行われ、世界の約50カ国がこの行動に参加した。